# Chwastnica jednostronna
Chwastnica jednostronna, proso jednostronne, kurze proso (Echinochloa crus-galli) – gatunek rośliny jednorocznej należący do rodziny wiechlinowatych. Występuje w strefie klimatu ciepłego na wszystkich kontynentach Starego Świata. Rozprzestrzeniony wraz z uprawami w strefie umiarkowanej. We florze Polski jest archeofitem. Występuje pospolicie w całym kraju z wyjątkiem wyższych gór. Należy do najczęstszych chwastów upraw okopowych.

## Morfologia

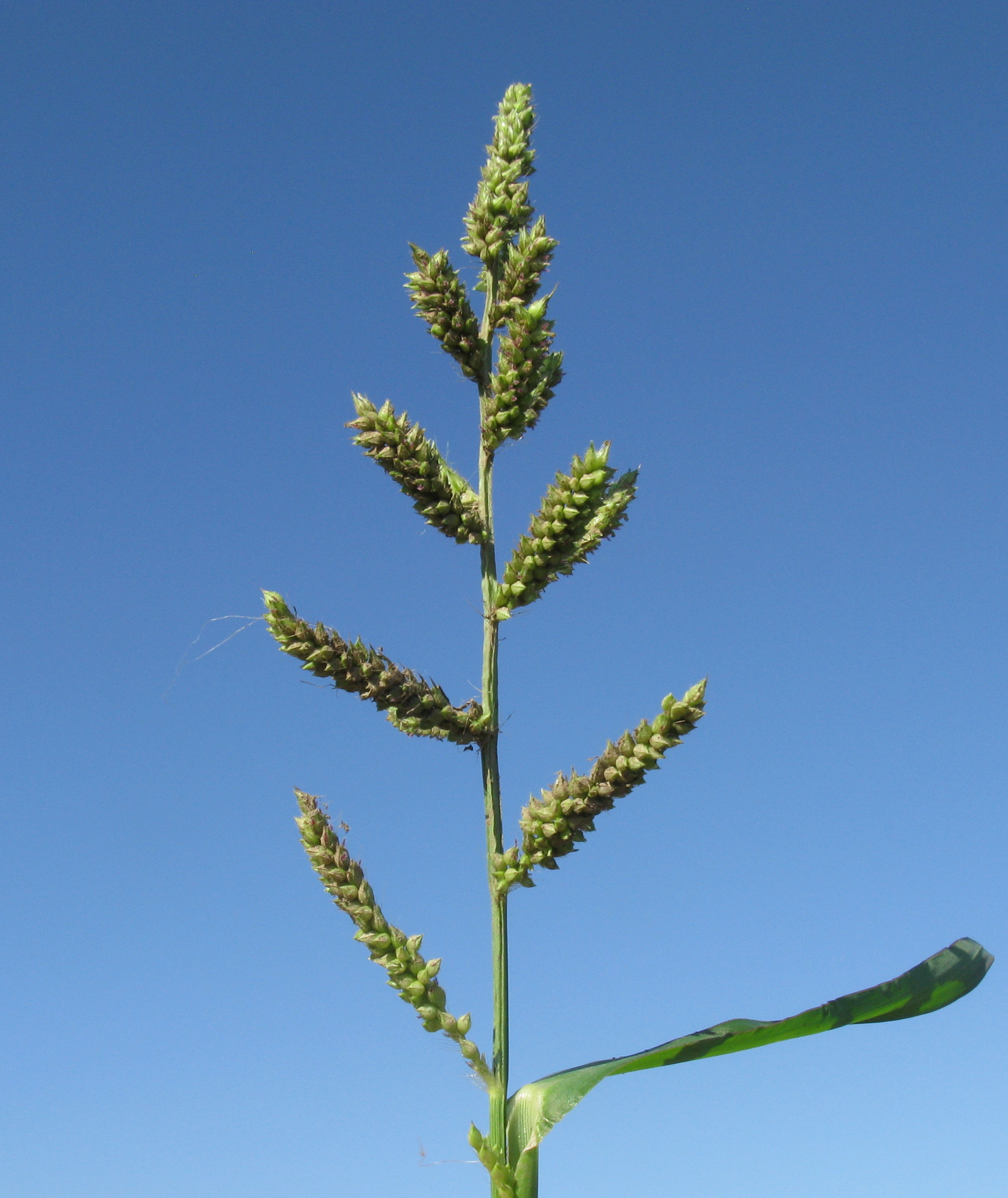
Kwiatostan

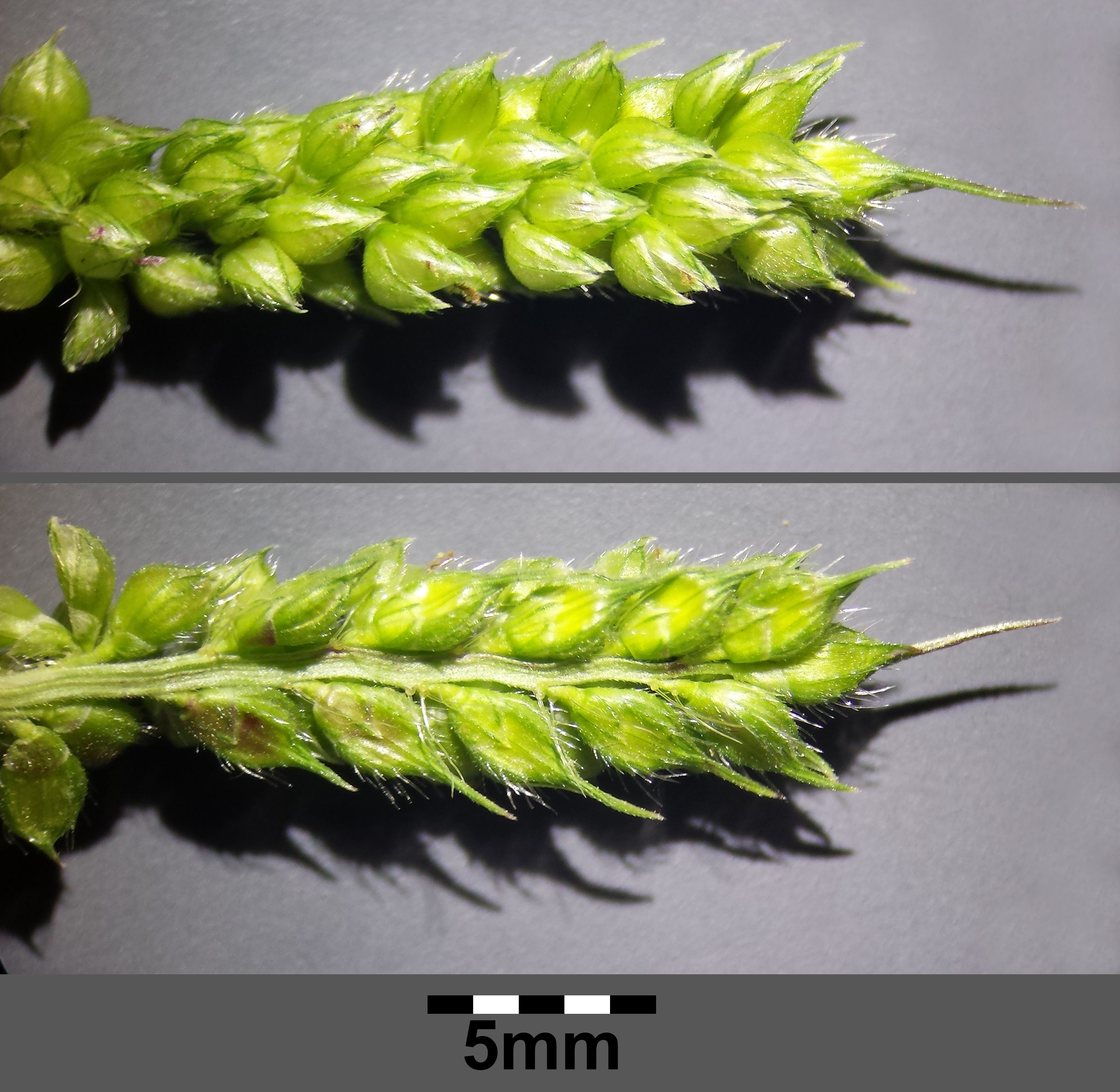
Fragment kwiatostanu z kłoskami

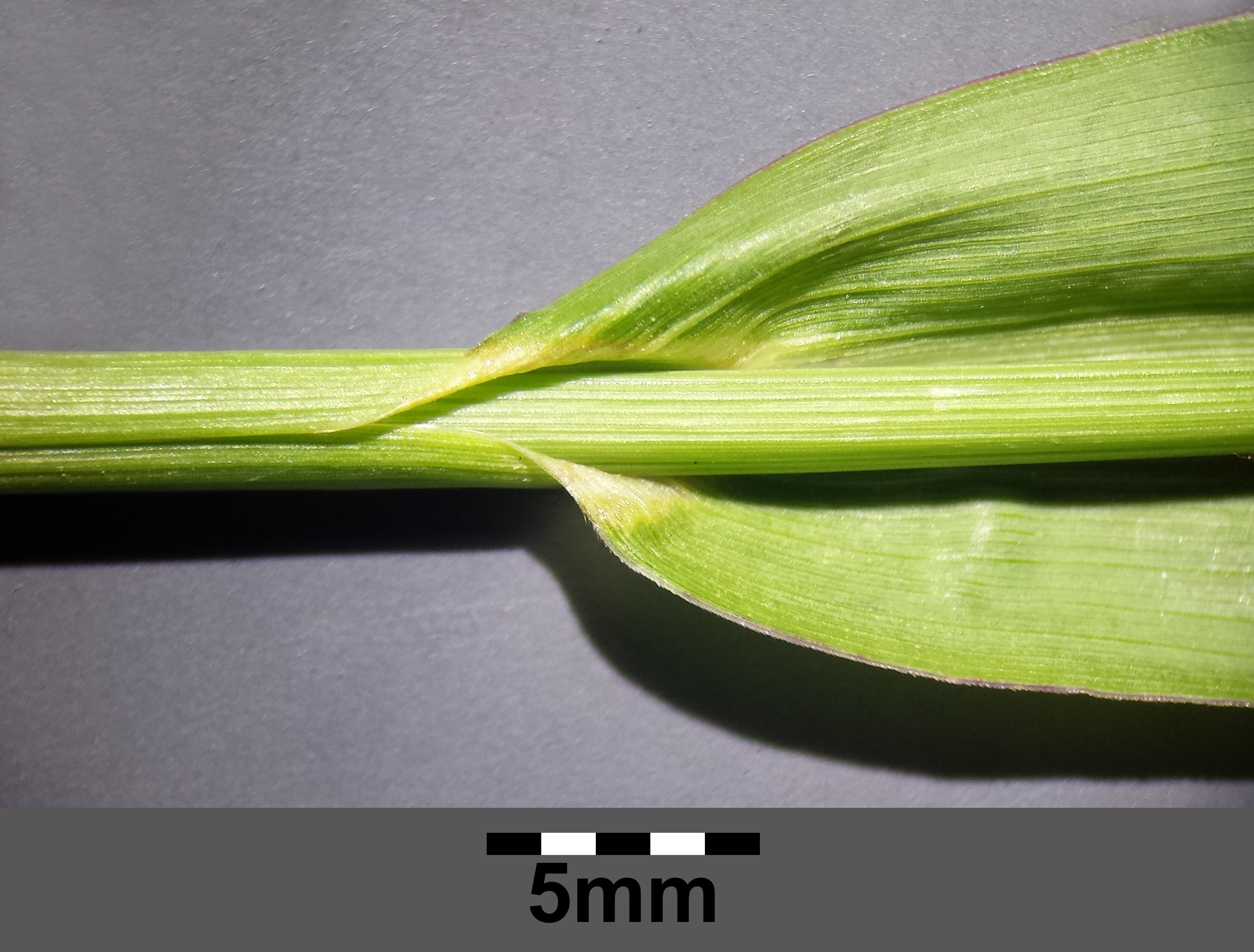
Nasada liścia

ŁodygaPodnoszące się i dołem fiołkowo nabiegłe źdźbła o wysokości 30-70(90) cm.
LiścieSzerokie, nieco pofalowane. Blaszki liściowe o szorstkich brzegach, pochwy liściowe nieco spłaszczone i bez języczka.
KwiatyZebrane w gęstą, klapowaną i jednostronną wiechę (od tego pochodzi gatunkowa nazwa rośliny). Wiecha ma szorstkie i owłosione gałązki. Jajowatoeliptyczne, jednokwiatowe i gęsto skupione kłoski są jasnozielone z fioletowym odcieniem. Wyrastają jednostronnie po 3-6 na jednej gałązce wiechy. W każdym kłosku są 3 plewy; dolna jest szerokojajowata 3-nerwowa i ostra, druga jest podłużnie jajowata, 5-nerwowa, zaostrzona i znacznie dłuższa, trzecia 7-nerwowa, zaostrzona i tej samej długości co druga. Wszystkie plewy mają sztywno orzęsione nerwy. Plewki są dwie, obydwie nagie i połyskujące. Słupek o jasnoczerwonych, białopiórkowatych znamionach. Kwitnie od lipca do października.
OwoceZiarniaki oplewione.
SiewkaMa równowąski i zaostrzony na szczycie epikotyl z licznymi równoległymi nerwami. Oprócz korzeni wytwarza u podstawy źdźbła korzenie przybyszowe. Na tym etapie rozwoju łatwo można ją pomylić z różnymi gatunkami włośnic i paluszników.

## Biologia i ekologia
Rośnie na przydrożach, brzegach wód, w ogrodach i na polach uprawnych. Zachwaszcza głównie kukurydzę i rośliny okopowe, preferuje gleby gliniaste, nieco wilgotne, żyzne i zasobne w azot i wapń. Próg szkodliwości wynosi 3-6 roślin na 1 m².
W klasyfikacji zbiorowisk roślinnych gatunek charakterystyczny dla O. Polygono-Chenopodietalia i Ass. Echinochloo-Setarietum oraz gatunek wyróżniający dla All. Chenopodion fluviatile.

## Zastosowanie
Dawniej ziarniaki tej rośliny z naturalnych stanowisk zbierano na pokarm.